# Taller de Precisión de Artillería
El Taller de Precisión de Artillería (TPA), también conocido como el Taller de Precisión y Centro Electrotécnico de Artillería (TPYCEA) fue un establecimiento industrial militar fundado en 1898 y ubicado en el barrio de Ríos Rosas en el distrito de Chamberí en Madrid. En 2011 fue disuelto y sus funciones trasladadas al Instituto Tecnológico "La Marañosa" (ITM). Las instalaciones cerraron sus puertas definitivamente en 2015, tras ser vendidas a una promotora inmobiliaria para la construcción de viviendas.

## Antecedentes y fundación
El Taller de Precisión de Artillería tienen su origen el 19 de octubre de 1854 cuando se funda un primer taller de precisión que tendrá una vida muy efímera, siendo disuelto en 1868. El 26 de febrero de 1898 se dictó la Real Orden por la cual se decretaba la creación del Taller de Precisión.

## Ubicación
En un primer momento se pensó en ubicar el Taller de Precisión de Artillería en las instalaciones del Parque de Artillería de Madrid situadas en el barrio de Pacífico. Sin embargo, se decidió cambiar esta ubicación por unos terrenos situados en el Ensanche Norte de Madrid. Se eligió la manzana 147 del Ensanche, procediéndose a comprar los dos tercios de la manzana al Marqués de Santo Domingo. El tercio restante situado al norte, propiedad de la Condesa de Mendoza Cortina sería expropiado en 1915.